# Vlado Šola
Vlado Šola (Prisoje, 7 de abril de 1978) é um ex-handebolista profissional croata, campeão olímpico em Atenas 2004.